# Jeremiah Horrocks

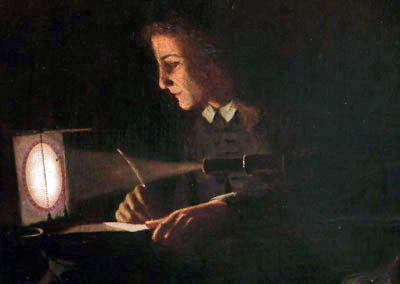
Jeremiah Horrocks przeprowadza pierwszą obserwację tranzytu Wenus w 1639 roku.

Jeremiah Horrocks (ur. ok. 1617 w Toxteth Park w hrabstwie Merseyside, zm. 3 stycznia 1641 tamże) – angielski astronom i duchowny.

## Życiorys
W latach 1632–1635 Jeremiah Horrocks pobierał nauki w College’u Emmanuela Uniwersytetu w Cambridge. Później podjął pracę nauczyciela domowego w miasteczku Toxteth Park obecnie należącym do Liverpoolu oraz w Hoole w hrabstwie Lancashire. W Hoole w 1639 roku objął parafię.
Samodzielnie zaznajamiał się z podstawowymi pracami astronomicznymi, począwszy od starożytności aż do czasów jemu współczesnych. Był gorliwym obserwatorem zjawisk astronomicznych dbającym z największą dokładnością o wyniki pomiarów. Opierając się na trzech prawach Keplera wykonał drobne zmiany w elementach orbit planet, zwłaszcza Wenus. Wyprzedzając swoją epokę uważał, że planety przyciągają się nawzajem oraz oddziałują grawitacyjnie, także ze Słońcem, które jednak ze względu na swoją dużą masę pozostaje nieruchome.
Korekcja Tablic rudolfińskich opracowanych przez Johannesa Keplera pozwoliły Jeremiahowi Horrocksowi przewidzieć moment przejścia Wenus przed tarczą Słońca w 1639 roku. Zjawisko to obserwował wspólnie ze swoim przyjacielem Williamem Crabtreem, stając się w ten sposób pierwszym astronomem obserwującym tranzyt Wenus. W niedzielę 24 listopada (4 grudnia nowego stylu) na podstawie wyliczonej przez siebie efemerydy zmierzył średnicę kątową Wenus poprzez rzut obrazu Słońca na ekran. Opis zaobserwowanego zjawiska zawarł w krótkim traktacie, który został wydany po jego śmierci przez Jana Heweliusza w 1662 roku.
Prace Jeremiaha Horrocksa zostały wydane dopiero w latach 1672–1673 przez Królewskie Towarzystwo Londyńskie.